# Salganea morio
Salganea morio är en kackerlacksart som först beskrevs av Hermann Burmeister 1838.  Salganea morio ingår i släktet Salganea och familjen jättekackerlackor. Inga underarter finns listade i Catalogue of Life.